# Prioksko-Terrasnys avelsstation

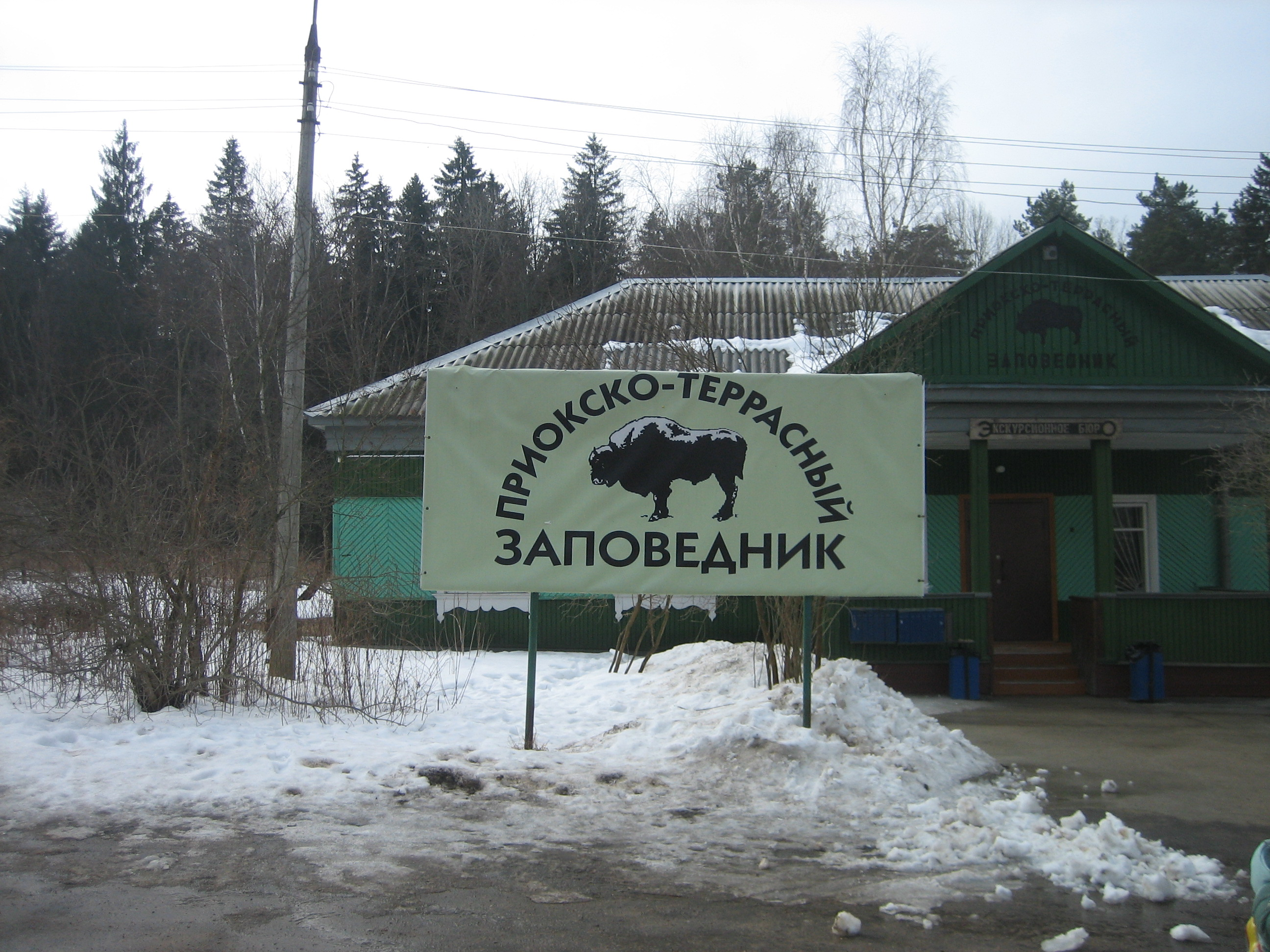
Prioksko-Terrasnys naturreservat

Prioksko-Terrasnys avelsstation ligger i ett naturreservat i Moskva oblast i Ryssland, som grundades 1945. Det ligger på ett 5.000 hektar stort område vid floden Oka, mitt emot staden Pusjkino, omkring 100 kilometer söder om Moskva. Området är känt för en speciell stäppflora på ett 36 hektar stort område, som benämns Oka-flora och som upptäcktes vid mitten av 1800-talet.
Naturreservatet började som ett botaniskt reservat, men senare blev viltreservatet den dominerande delen. Tanken att återinföra visent i Sovjetunionen utvecklades under 1930-talet, men andra världskriget stoppade  planerna. Den ursprungliga tanken var att avla visenter i Belavezjskajaskogen i Vitryssland, granne tvärs över gränsen till den polska Bialowiezaskogen, vilken var det sista utbredningsområdet för underarten Bison bonasus bonasus innan den utrotades. Direkt efter kriget infördes istället visenter från Polen till den nya avelsstationen i Moskvaregionen.
Avelsstationen i Prioksko-Terrasnys naturerservat genomförde under ledning av Mikail Zablotskij avel både med visent och bison. Den är uppdelad i åtta inhägnader, varav de flesta inhyser en hjord. Varje hjord består av en tjur och fem–sex kor samt deras avkomma upp till tio månaders ålder.
De visenter som föds på Prioksko-Terrasnys avelsstation namnges med första bokstaven "M" för Moskvaregionen och andra bokstaven "o" eller "u", den förra för djur som härstammar från Låglandslinjen och den senare som härstammar från Låglands-Kaukasuslinjen. Namnen för djur med härstamning från amerikansk bison börjar med "Ma". 

## Bildgalleri

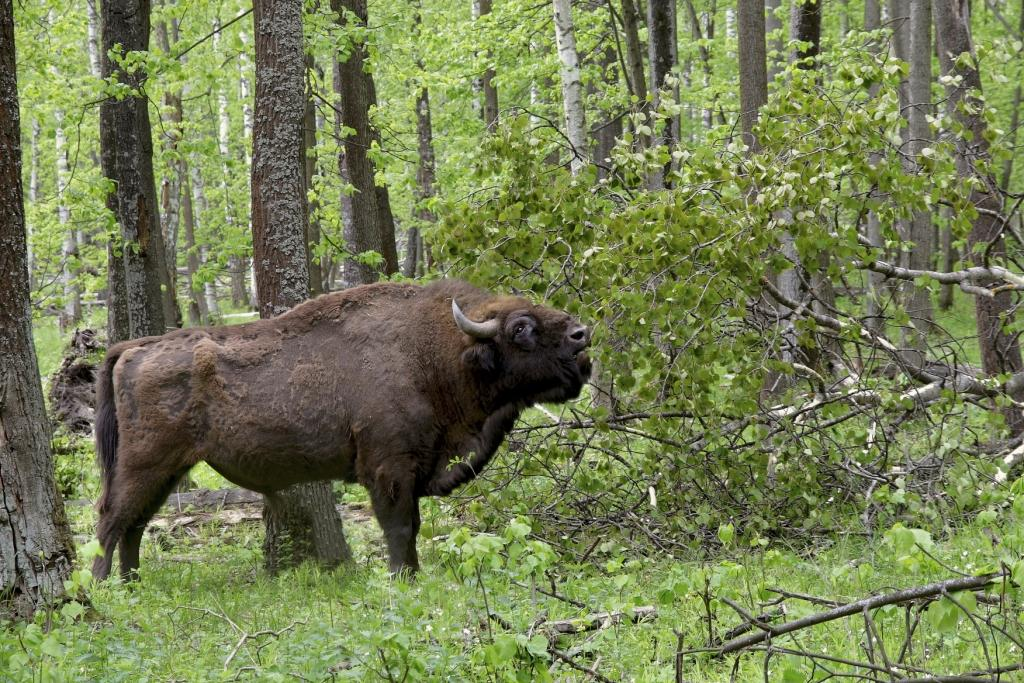
Visentko
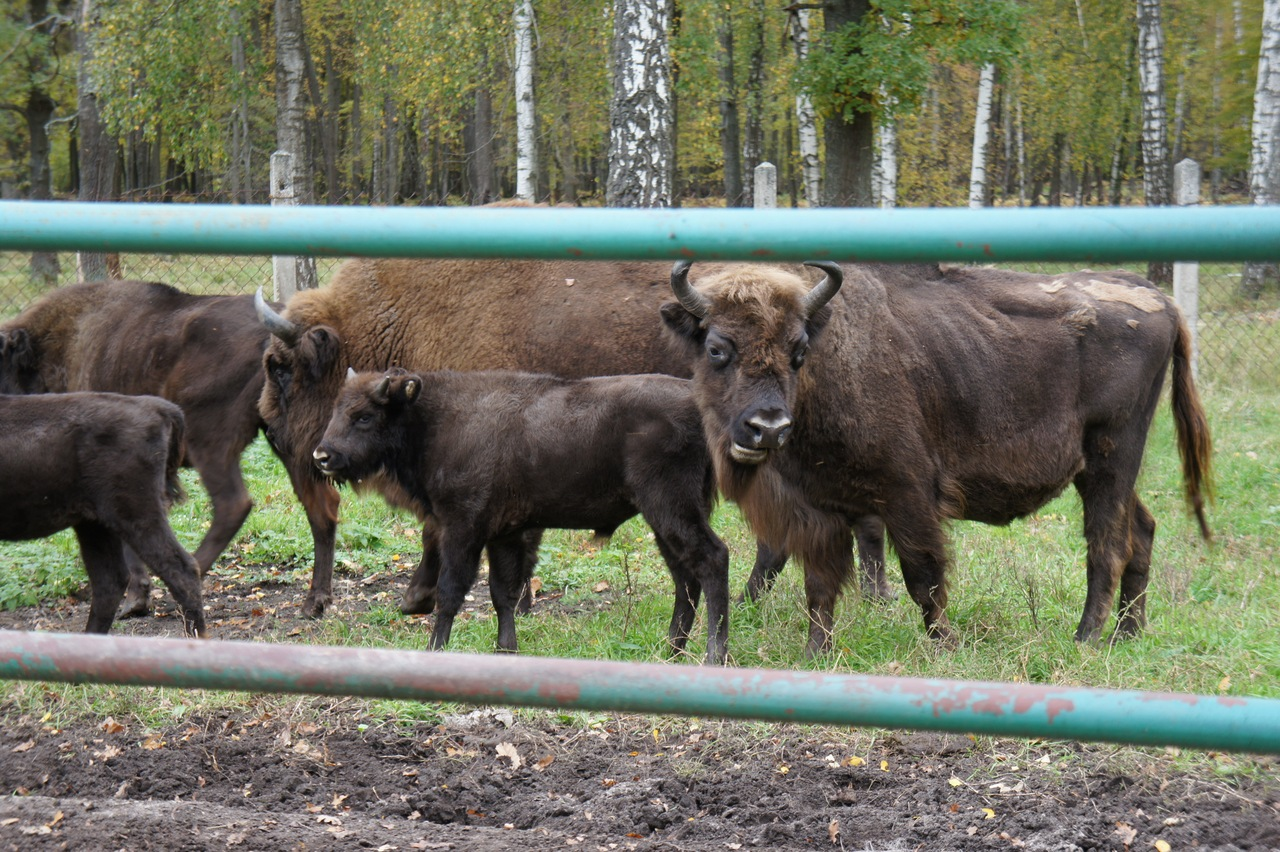
Visenthjord
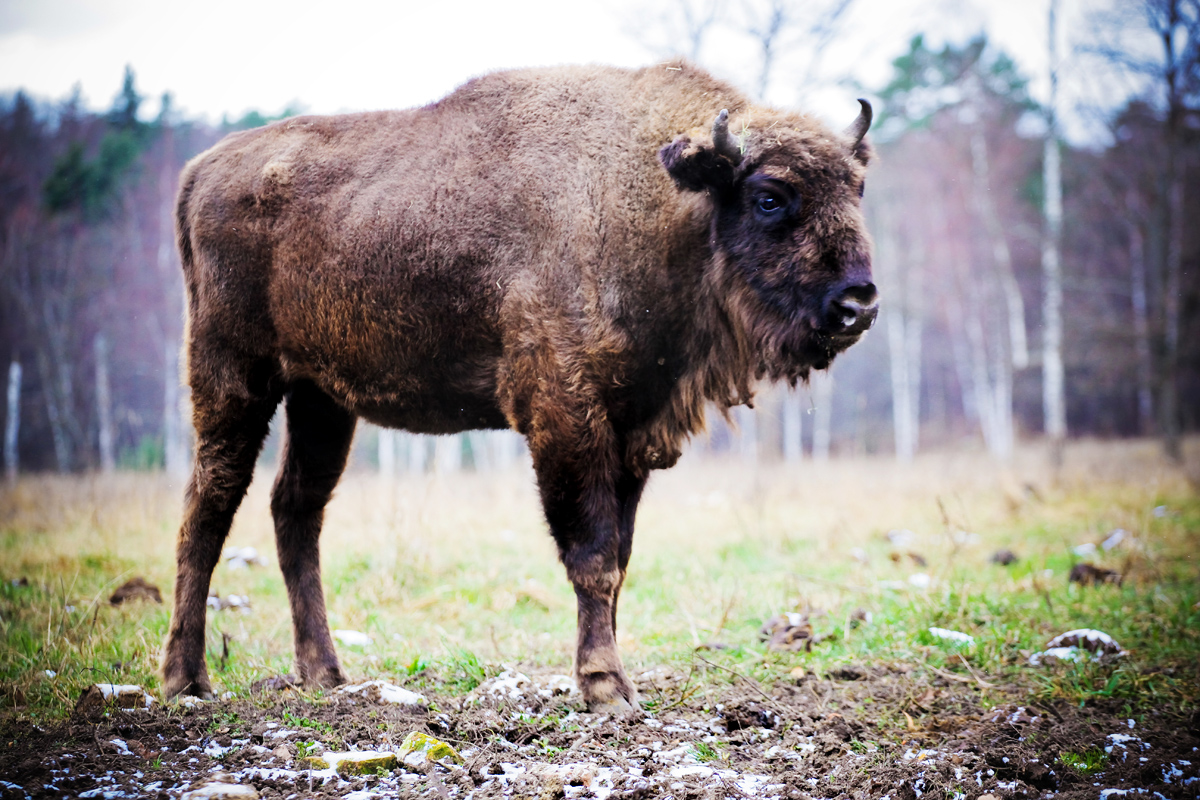
Hybridvisent